# 김진태 (1952년)
김진태(金鎭太, 1952년 8월 15일~)는 대한민국 법조인이다. 제40대 검찰총장(2013. 12.~2015. 12.)을 지냈다.

## 학력
- 1968년 대학입학자격 검정고시 합격
- 1975년 서울대학교 법과대학 법학 학사

## 경력
- 1982년: 제24회 사법시험 합격
- 1985년: 제14기 사법연수원 수료
- 1985년: 광주지방검찰청 순천지청 신규검사
- 1987년: 서울지방검찰청 동부지청 특별수사부 검사
- 1989년: 부산지방검찰청 검사
- 1990년: 법무부 법무심의관실 검사
- 1992년: 서울지방검찰청 특별수사부 검사
- 1995년: 대검찰청 검찰연구관
- 1997년: 수원지방검찰청 여주지청장
- 1998년: 서울고등검찰청 검사
- 1999년: 인천지방검찰청 특별수사부 부장검사
- 2000년: 대검찰청 환경보건과장
- 2001년: 대검찰청 범죄정보제1담당관
- 2002년: 대검찰청 중수제2과장
- 2003년: 서울중앙지방검찰청 형사제8부장검사
- 2005년: 인천지방검찰청 제2차장검사
- 2006년: 부산지방검찰청 제1차장검사
- 2007년: 대구고등검찰청 차장검사
- 2008년: 청주지방검찰청 검사장
- 2009년: 대검찰청 형사부장
- 2009년 8월: 서울북부지방검찰청 검사장
- 2010년 7월: 대구지방검찰청 검사장
- 2011년 8월: 대전고등검찰청 검사장
- 2012년 10월: 서울고등검찰청 검사장
- 2012년 12월: 대검찰청 차장검사
- 2013년 8월: 법무법인 인 고문변호사
- 2013년 12월~2015년 12월: 검찰총장
- 2017년 12월~2019년 2월: 법무법인 인 고문변호사
- 2019년 2월~: 법무법인 세종 고문변호사
- 2019년 3월~2022년 3월: GS 사외이사
- 2022년 7월 : 검찰총장 후보 추천위원회 위원장

## 저서
- 《물 속을 걸어가는 달》[2]
- 《달을 듣는 강물》